# Tanūr-e Boland
Tanūr-e Boland (persiska: تنورِ بلند, تَنور بُلَند) är en ort i Iran.   Den ligger i provinsen Khuzestan, i den västra delen av landet, 400 km sydväst om huvudstaden Teheran. Tanūr-e Boland ligger 493 meter över havet och antalet invånare är 217.
Terrängen runt Tanūr-e Boland är varierad. Runt Tanūr-e Boland är det ganska tätbefolkat, med 104 invånare per kvadratkilometer. Närmaste större samhälle är Jā Ordū, 18,2 km väster om Tanūr-e Boland. Omgivningarna runt Tanūr-e Boland är i huvudsak ett öppet busklandskap.